# ブーンドックス (漫画)
ブーンドックス(The Boondocks)は、アーロン・マッグルーダーが製作し、シンジゲート化された、アメリカ合衆国の日刊コミック・ストリップである。
1996年メリーランド大学カレッジパーク校の学生新聞ザ・ダイヤモンドバック紙から始まったこの作品は、1997年に月刊のヒップホップ雑誌ザ・ソース誌に移動した。人気が高まり、ユニバーサル・プレス・シンジケートがこの漫画を買い取ったことによって全米デビューを果たす。
風刺漫画として人気のあるこの作品は、10歳の黒人少年である主人公ヒューイ・フリーマンの眼を通したアフリカン・アメリカン・カルチャーや、アメリカ合衆国の政治を描いている。
マッグルーダーはソニー・ピクチャーズ エンタテインメントにこの漫画の放映権及び上映権を売った。
日本語版は2004年に、『ブーンドックス／ブッシュが最も恐れた小学生』 というタイトルで町山智浩の訳により幻冬舎より出版された。
2005年11月6日には、カートゥーンネットワーク内のアダルトスイム枠でテレビアニメが放送され始めた。

## 歴史
第1話はジェイソン・ブレアが編集する学生新聞『ザ・ダイヤモンドバック』に連載され、1話につき30ドルものギャラがマッグルーダーに支払われた（ちなみにこの額は、他の漫画家のギャラより17ドルも高かった）。しかし1997年3月18日、マッグルーダーはザ・ダイヤモンドバックでの連載を終了した。この2週間前、技術的なミスで同紙に『ブーンドックス』が掲載されず、掲載されているはずの場所には何の説明もなしに、ただ"OOPS"とだけ書かれていた、という事件があった。ダイヤモンドバック側が謝罪を拒否し、マッグルーダーはこの作品を他の雑誌に連載することになる（後にNYタイムズの記者となったブレアによる記事捏造が2004年に暴露された際、マッグルーダーは作品でブレアを茶化した）。
2003年秋、マサチューセッツ州ボストンを拠点に活動するアーティスト、ジェニファー・センがマッグルーダーに代わって『ブーンドックス』の作画関係の作業を担当するようになった。ザ・ニューヨーカーの記者によるインタビューで、マッグルーダーは「何か人に任せられるものがあるとしたら、それは作画だろう。俺は絵描きというより物書きというのがふさわしい」と答えた。2004年後半、カール・ジョーンズがセンからイラストレーターの役割を引き継いだ。パブリック・エネミー#2という作品集の序文においてマッグルーダーは「オレは作画関係を手伝ってもらうために専門家を雇った。みんなは俺が漫画を描くのをやめてしまったと思っているけど、実際のところはそうじゃない。今日まで、自分が手を加えていない『ブーンドックス』は一話もない―オレはまだヒューイ、ライリー、シーザー、グランダッドの細かいところを膨らまし続けている。俺はまだこの作品の一コマ一コマを調べ続けている。俺はまだこの作品がどんな風にみえるか気になるし、これからもそうだろう。」と記した。
2006年2月28日、マッグルーダーは3月27日から休載し、10月に再開すると発表した。休載中、ユニバーサル・プレス・シンジケートは初期の作品を再配信した。『ブーンドックス』は最も人気があったときで300以上のクライアントに配信されていたが、休載中、配信先の半分以上が他の作品を代わりに掲載した。しかし2006年9月25日、ユニバーサル・プレス・シンジケートはマッグルーダーから連載再開についての連絡はなく、当分連載が再開されることはない、と発表した。ユニバーサル・プレス・シンジケートのマッグルーダー担当であるグレッグ・メルヴィンは、マッグルーダーに復帰を持ちかけたが失敗した。打ち切り後も、いくつかの新聞社は2006年11月26日まで再掲載を続けた。

## 主要登場人物
ヒューイ・フリーマン
皮肉屋でいつも怒っているような顔をしている。政治的認識が高く、自身を革命家だと思っている。名前は、ブラックパンサー党の創設者の1人、ヒューイ・P・ニュートンからとられている。彼は今日のアメリカ社会やメディアによる無視に苛まれている。観察力が鋭く知的な子供ではあるが、自分が理由を声に出しているのにしばしば気づくこともある。また、ヒューイは陰謀論を好み、すべての権力を信用していない。
ライリー・フリーマン
ヒューイの実弟。8歳。兄と違ってサグ・ライフを賞賛し、テレビに出てくるラッパーや暴漢に憧れを抱いてはまねしている。ラッパー・NASが1990年代に麻薬王パブロ・エスコバルにちなんで名づけたクリスチャン・ネーム「ナス・エスコバル」にあやかって、自身のあだ名をエスコにしている。その前はヨセミテ・サムというあだ名がつけられていたが、時が経つにつれて忘れられていった。変名の中にはオサマ・ビン・ラディン（世界同時多発テロ以前につけられた）やウダイというのもあった。ライリーがこういったあだ名をつけたのは、そのときたまたまニュースを見ていたからであって、普段の彼は知識の取得を避けている。一度学校の試験でC+をとってあわてたのは、自分の"street cred"に傷がついたのではないかと恐れたためである。
また、クリスマスにリムを求めたのにもらえないと知ったライリーは、クリスマスイブにサンタクロースからそりをのっとろうとしたことがある。こういう行為を行ったのは、サンタクロースに借りを返させ、かつ罰を下すためである。
マイケル・シーザー
ヒューイのクラスメートにして親友。ヒューイと同じくアフリカ系。基本的にはヒューイの人生観に同意しているが、ヒューイとは対照的に楽観的で明るい人物であり、この場でおきていることに対してジョークを言うこともある。コンドリーザ・ライスも地球上に心から愛する人ができれば、この星を壊したいと思うこともないだろうと、彼女にボーイフレンドを探してあげようといったのもマイケルである。ブルックリン出身だが、自分の生まれた場所を話すことをあまり必要だと思っていない。ヒューイと2人で"Free Huey World Report"というニュースレターを製作し、毎年 "Most Embarrassing Black People Awards"を開いている。
ロバート・ジュベディア・"グランダッド"・フリーマン
ヒューイとライリーの祖父。退職して現在無職だが、実用主義者にして試練主義者である。ニュースの報道に対してパニックを起こすことでよく知られており、自分の平安と他人から必要とされることに快適さを感じることを大事にしているが、子供たちのことも気にかけている。
デュボイス夫妻
ヒューイの近所に住んでいる弁護士夫婦。夫であるトムはアフリカ系であり、妻であるサラはヨーロッパ系である。トムはしばしばヒューイと現在の政治について話し、時々議論に発展することもある。ヒューイはそんなトムを順応主義者のヤッピーだとさげすみ、本当は黒人じゃないんじゃないかと皮肉を言うこともある。アル・ゴアではなくラルフ・ネーダーに投票したサラを政治的なスノッピーだと呼んだがためにトムはしばらく家を追い出される。4年後の大統領選挙で、ジョン・ケリーに票が入るようにするため、トムはネーダーを誘拐するという暴挙に出て、結局ヒューイに解放するよう説得される。
ジャズミン・デュボイス
デュボイス夫妻の娘。10歳。ヒューイに冷たくされているにもかかわらず、彼が好き。ジャズミンはしばしば純粋な人物として描かれ、悲観的なヒューイとは対照的に楽観的である。最初のころは雲に自分が白人か黒人か尋ねるほどはっきりしない人種的案立場におかれていて、先生に尋ねることもあった。2年ほど漫画に登場しなかったのは、テロリストが怖くて家から出られなかったためである。"If you live in fear, the terrorists win"という標語を真に受けて怖がることで自分がテロリストを助けていると思った彼女は、3度もFBIに自首しようとした。"Credible threat against her teddy bear." のおかげで外に出られるようになった。ジャズミンは自分の髪がふわふわしているのを悩み、母親のようなまっすぐな髪にしたいと思っている。そのため、ヒューイはトムとサラに彼女が容姿を変えようと努力するのを手伝うよりも、ブラック・ビューティーを強調した方がよいとアドバイスしたが、無視された。一度ジャズミンが自分の髪を「大きくてもこもこしている」と嘆いた際、ヒューイは雲についてどう思っているかをたずねた。ジャズミンは「雲ってかわいい」と答えたが、ヒューイが聞きたいことからずれていた。
シンディ・マクファーソン
ヒューイたちのクラスメイトである白人の少女。人種問題に関してはまったく理解しておらず、前述のムラートの少女、ジャスミンに良く思われていない。ラップミュージック、特にP・ディディーが大好きで、興味もある。
アンクル・ラッカス
ヒューイの近所に住んでいる人物で、交流もある。精神不安定な便利屋で、自分の人種を嫌う黒人の典型を示している。白人を非論理的にしつこく賞賛し、自分はフランスとチェロキーとナバホとスーの血を引いていて、アイルランドの血がほんのちょっとだけ入っているといっている。しばしば白人至上主義的な修辞を使う。
名前のネタ元は、ジョーエル・チャンドラー・ハリスの小説に出てくるリーマスじいや（テレビシリーズの第1シーズン第2話において、自分は白人だが、"Re-Vitiligo" （尋常性白斑の逆に当たる病気）に苦しめられ、次第に体が黒くなったのだと主張している。また、マイケル・ジャクソンを「運のいい野郎」と呼び、再び白人への愛をアピールする）。

## サブキャラクター
ヒロ・オオトモ
ヒューイの友人で、若き日系人のDJ。ダイヤモンドバック版のみ登場。名前のネタ元は大友克洋。
サイコ・スターウォーズ・ガイ
長髪のアメリカ人。白人。何か月もの間ファントム・メナスに同調していて、ヒューイもその考えを支持していた。映画の内容に絶望して生きがいを失ったとき、ヒューイからジョージ・ルーカスを訴えようとそそのかされる。(ヒューイは本気で言ったつもりではなかった)
後にサイコ・スターウォーズ・ガイは、ルーカスのもとへ行って彼を後ろに蹴り飛ばす。かくしてヒューイとサイコ・スターウォーズ・ガイは、一時期だけ(架空だが)有名になり、ヒューイはサイコ・スターウォーズ・ガイに攻撃への責任をとるように言った。
校長
時代に疎い白人男性。ヒューイとライリーが来るのに備え、ブラックスプロイテーション映画を数本借りて見た結果、これらが黒人文化の代表だと誤解するようになった。どういうわけか、FBIにあるヒューイのファイルにアクセスしたことがある。
ペットー先生
ヒューイとシーザーの担任である男性の白人教師。校長同様ヒューイたちにてこずっている。時代遅れで、黒人との接し方を知らないがために、ヒューイの知性に気圧され気味であり、授業中における議論を食らっている。ジャズミンにもやや嫌がられている。
ピーターソン先生
ライリーのクラスの新しい先生で、産休から復帰してきた白人女性。ペットー先生とは対照的に、厳格で、ライリーの態度に関してはあまり気にしていない。
ムラートである、ジャスミンのよき理解者。